# Allied Air Cargo Fly DHV-3
Allied Air Flight 111-styrtet fandt sted lørdag den, 2. juni, 2012 kl. 19:15 lokal tid  på Kotoka International Airport i Accra, Ghana. Et Boeing 727-fragtfly drevet af Allied Air overskred landingsbanen ved landing, brød igennem et hegn, og ramte en kørende overfyldt minibus. Alle 4 besætningsmedlemmer ombord på flyet overlevede, mens alle 11 personer i bussen blev dræbt, inklusiv en cyklist. Flere andre skader på jorden blev også rapporteret. Der var regn og dårlig sigtbarhed i Accra, da flyet styrtede ned. Årsagen til ulykken er ukendt. Dette var den blodigste flyulykke i ghanas historie. Flyet var registreret som 5N-BJN 
Den ghanesiske regering meddelte at der ville, blive nedsat en undersøgelseskomision.